# Kroatiska vetenskaps- och konstakademien
Kroatiska akademien för vetenskap och konst (kroatiska: Hrvatska akademija znanosti i umjetnosti, förkortat HAZU, latin: Academia Scientiarum et Artium Croatica) är Kroatiens nationalakademi. Akademien instiftades år 1866 och har sitt säte i Akademipalatset i huvudstaden Zagreb.

## Historia
Akademien har sitt ursprung i det 1847 bildade litteratursällskapet "Ucena spolecnost" och stiftades 1866, huvudsakligen på initiativ av biskop Josip Juraj Strossmayer. Akademien hette ursprungligen Jugoslaviska akademien för vetenskap och konst (Jugoslavenska akademija znanosti i umjetnosti, förkortat JAZU). Det nuvarande namnet antogs 1991, men användes även under den oberoende staten Kroatiens tid (1941–1945). Byggnaden i Zagreb uppfördes 1881.
Akademien har utövat en mycket omfattande litterär verksamhet. Av deras äldre skrifter kan nämnas det etnografiska verket Zbornik za narodni život i običaje južnih slavena, Codex diplomaticus, Monumenta spectantia historiam slavorum meridionalum, en juridisk ordbok (redigerad av Vladimir Mažuranić), Stari pisci hrvatski (Äldre kroatisk litteratur) samt, efter 1880, den stora ordboken Rječnik hrvatskoga ili srpskoga jezika (redigerad av Đuro Daničić, Pero Budmani och Tomislav Maretić).

## Ordförande
- Franjo Rački (1866–1886), JAZU
- Pavao Muhić (1887–1890), JAZU
- Josip Torbar (1890–1900), JAZU
- Tadija Smičiklas (1900–1914), JAZU
- Tomislav Maretić (1915–1918), JAZU
- Vladimir Mažuranić (1918–1921), JAZU
- Gustav Janeček (1921–1924), JAZU
- Gavro Manojlović (1924–1933), JAZU
- Albert Bazala (1933–1941), JAZU
- Tomo Matić (1942–1946), HAZU
- Andrija Štampar (1947–1958), JAZU
- Grga Novak (1958–1978), JAZU
- Jakov Sirotković (1978–1991), JAZU
- Ivan Supek (1991–1997), HAZU
- Ivo Padovan (1997–2003), HAZU
- Milan Moguš (2003–2010), HAZU
- Zvonko Kusić (2011–), HAZU